# 滝口武士

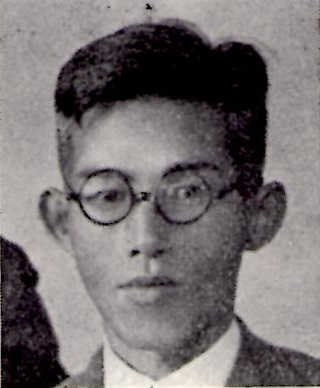
滝口武士

滝口 武士（たきぐち たけし、1904年5月23日 - 1982年5月15日）は、大分県出身の日本の詩人。

## 略歴
大分県東国東郡武蔵町（現：国東市）の出身。大分師範学校を卒業。
中国の大連市に渡り、安西冬衛らが大連市で創刊した詩誌『亞』に3号から参加（1924年）、3号から23号までは実質的に滝口と安西の2人で編集を行なっていた。
大連では小学校の教師をしており、生徒にはのちの詩人、清岡卓行がいた。
他に『詩と詩論』『詩聖』『日本詩人』などに作品を投稿していた。特に『亞』に発表した作品は2行詩が多く、単純で簡素な表現形式を取っていた。1933年に、『亞』に発表した作品を中心に収めた詩集『園』を発行。
1939年に帰国し、大分県で教員を勤めた。
1984年死去、享年77。

## 著書
- 『園 詩集』 (1933年、椎の木社) - 1994年に滝口武士先生を偲ぶ会から再版。
- 『道 滝口武士詩集』昭和詩大系(1985年、宝文館出版)
- 『団栗 滝口武士作品集 回覧詩誌』全3巻 滝口武士先生を偲ぶ会 1985-87
- 『鵲 滝口武士作品集』(1988-89年、滝口武士先生を偲ぶ会)
- 『門 滝口武士作品集』(1990-92年、滝口武士先生を偲ぶ会)
- 『生活 詩綜合誌 滝口武士作品集』(1993年、滝口武士先生を偲ぶ会)
- 『庭 滝口武士詩集』大坂透編 (1995年、朝日書林)